# Street Fighter Alpha
Street Fighter Alpha: Warriors' Dreams, känt som Street Fighter Zero (ストリートファイター ZERO?) i Japan, Asien, Sydamerika och Australien, är ett fightingspel från 1995, utvecklat av Capcom och ursprungligen tillverkat till arkadmaskinen CPS II. Spelet var Capcoms första nya Street Fighter-spel sedan Street Fighter II släpptes 1991. Spelet innehåller flera nyheter, och Super Combo-systemet som användes i Super Street Fighter II Turbo har utvecklats, med samma grafiksil som i Darkstalkers: The Night Warriors och X-Men: Children of the Atom. Spelets arbetstitel var Street Fighter Legends.

## Handling
Spelet utspelar sig efter det första spelet, men före Street Fighter II, varför spelet innehåller yngre versioner av välkända karaktärer. Spelet innehåller också karaktärer från första Street Fighter-spelet, samt Final Fight.
Bland de gamla karaktärerna återfinns Ryu, Chun-Li, Ken och Sagat, bland de nya Charlie, Sodom, Birdie och Guy.

### Fotnoter
1. ↑  ”Street Fighter Alpha” (på engelska). Gamefaqs. http://www.gamefaqs.com/arcade/583632-street-fighter-alpha. Läst 13 maj 2014.